# Allophylus cubensis
Allophylus cubensis là một loài thực vật có hoa trong họ Bồ hòn. Loài này được Borhidi & O.Muñiz mô tả khoa học đầu tiên năm 1971 publ. 1972.